# 福王寺 (広島市)
福王寺（ふくおうじ）は、広島県広島市安佐北区可部町綾ケ谷にある、真言宗御室派の寺院である。

## 歴史
寺伝によれば、811年ないし828年、空海（弘法大師）の開基という。寺の縁起によれば、空海が山中に不思議な樹木を見つけ、その枝と根を残したまま不動明王の像を彫った折に、池の中から金色の亀が現れたことから、この寺を金亀山福王寺と名付けたとされる。
可部荘は大治2年（1127年）、高野山（開祖は空海）に寄進されている。また、1977年に焼損した不動明王像（立木仏）は平安時代後期から鎌倉時代の作と見なされることから、実際の創建は平安時代後期である可能性が高い。
寺は安芸武田氏の武田氏信によって復興、後には毛利氏の庇護を得て最盛期は2000石程の寺領を持つ大寺院となったが、その後の広島藩主福島正則の頃に衰退。浅野氏の頃に現在見られるような寺院へと復活を遂げた。江戸時代中期の1779年（安永8年）には火災に見舞われ、この時に金堂等を焼失している。

## 境内
山門（仁王門）
中央の通路を挟んで左右に一対の金剛力士像を安置する。安土桃山時代、毛利氏の保護下にあった頃の建築で、福王寺に現存する最古の建築物。
金堂（本堂）
1977年9月、落雷による火災が発生し。旧金堂を焼失。現在の金堂は1982年に再建された。寺に代々伝わる空海作とされる不動明王像は、この時の火災で炎上し、修復された後に新しい不動明王像の胎内仏として安置されている。
阿弥陀堂　
1851年の再建で、阿弥陀如来像を安置。また回廊を左右に配し、金堂、客殿へと繋がっている。
熊野三社
1707年に再建。権現造りで、銅板を使って屋根が葺かれている。左右には稲荷堂、金比羅堂がある。
武田氏信の供養塔
安芸武田氏の当主で佐東銀山城の初代城主でもある、安芸守護武田氏信の功績を称えて建てられた。
燈明杉
市指定天然記念物で江戸時代の地誌『芸藩通志』にも記載されている。元は5本の杉が立っていたが、現在は4本となっている。
金亀池
空海が金色の亀を見つけたとされる池。現在でも亀がいるが、ニホンイシガメという一般的な日本在来種の亀である。
霊水
福王寺境内に湧く水は霊水として珍重されている。

## アクセス
- JR可部線可部駅下車、勝木方面行きバスで10分。福王寺口下車徒歩30分。